# Piccolo hotel
Pour plus de détails, voir Fiche technique et Distribution.
Piccolo hotel est un film italien réalisé par Piero Ballerini et sorti en 1939. Il a été présenté à la Mostra de Venise 1939.

## Synopsis
Le jeune Andrea Toth, qui avait émigré aux États-Unis, revient après plusieurs années d'absence dans sa Budapest natale. Sa mère, qui gère un hôtel petit mais confortable, parvient, grâce aux connaissances acquises avec cette activité, à lui trouver un emploi dans une banque. Son histoire est étroitement liée à celles de certains autres clients de l'hôtel.

## Fiche technique
- Réalisation : Piero Ballerini
- Scénario : Piero Ballerini
- Production : Alfa Film
- Photographie : Ugo Lombardi
- Musique : Nino Piccinelli (it)
- Montage : Pietro Benedetti (it)
- Durée : 87 minutes
- Date de sortie : 1939

## Distribution
- Andrea Checchi : Andrea Toth
- Emma Gramatica : Martha Toth
- Laura Nucci : Aurora Borg
- Mino Doro : Gregory Bauer
- Bianca Doria : Anna Fargas
- Lola Braccini :Rosa Fargas
- Giovanni Grasso : docteur Kralik
- Luisella Beghi : Maria Kallmann
- Silvio Bagolini : Stefan Bartha

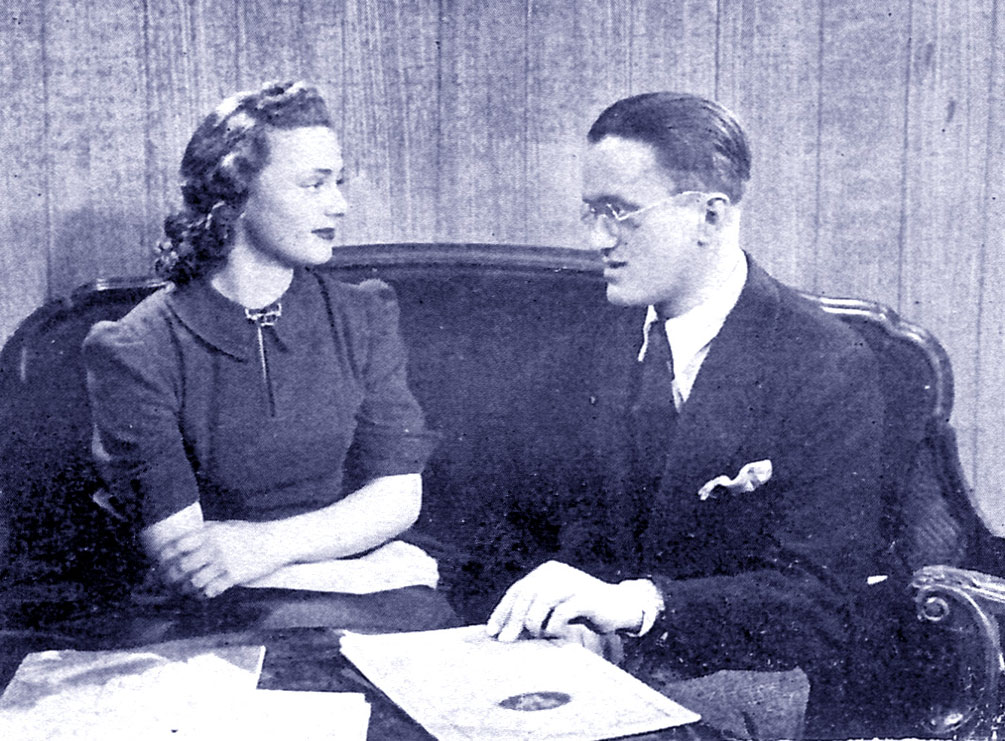
Luisella Beghi et Silvio Bagolini.

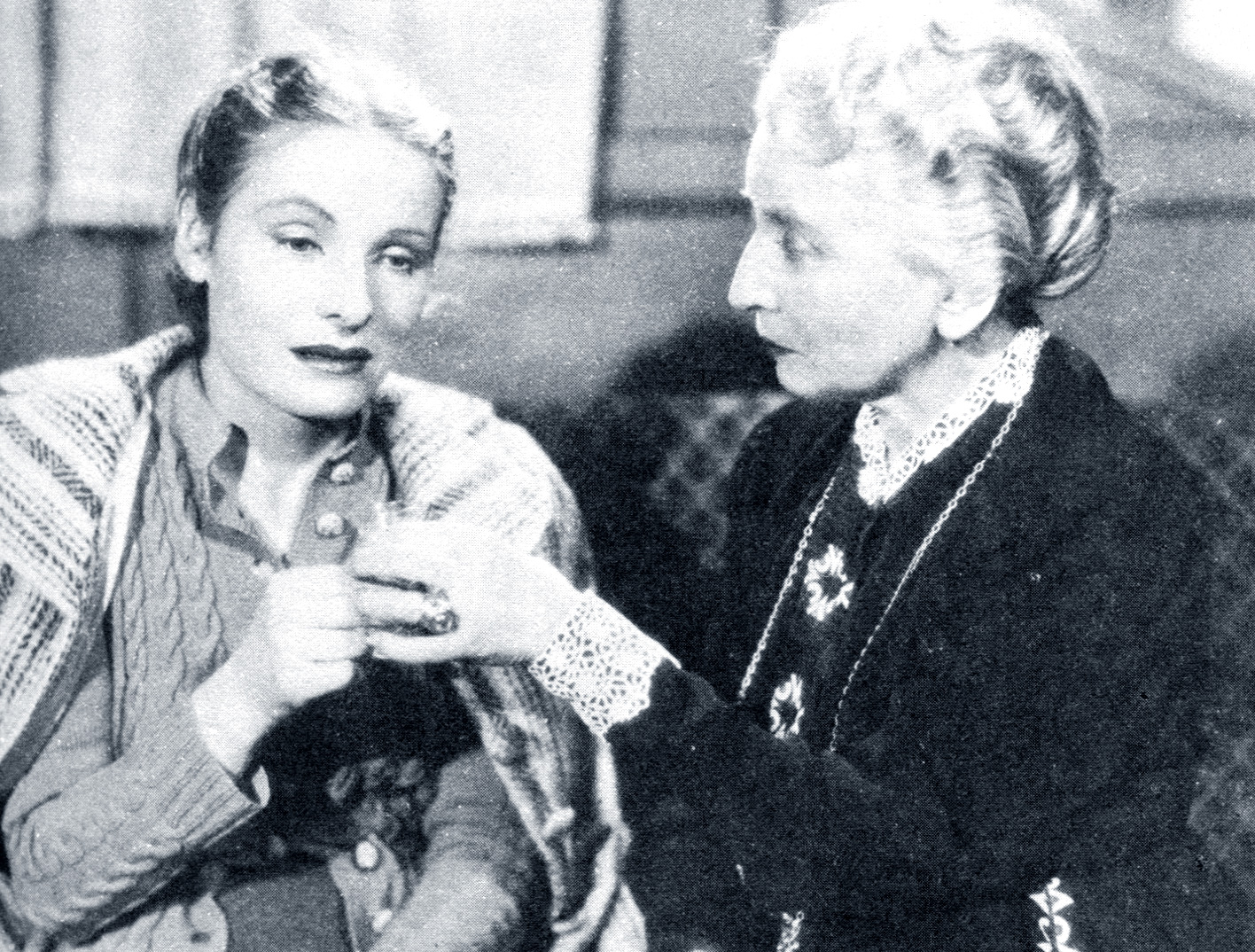
Bianca Doria et Emma Gramatica.

- Velia Cruicchi Galvani : Yvonne Guilbert
- Guido Notari : Paolo Holber
- Corrado De Cenzo : Vladimiro Skenak
- Gino Viotti : Notaio Habern
- Olinto Cristina : Hermann Daniell
- Augusto Di Giovanni : Fellner
- Enzo Gainotti : Kalnadek
- Wanda Capodaglio :
- Maria Dominiani :
- Emilio Petacci :